# Pungräv
Pungräv (Trichosurus vulpecula) är ett pungdjur från Australien. Det är ett nattaktivt djur som kan påträffas både i trädbevuxna förorter och i öppna skogar.

## Utbredning
Djuret har flera från varandra skilda utbredningsområden i Australien som är mer eller mindre stora. Den största populationen finns i östra och sydöstra delen av kontinenten. Även populationerna i norra delen och vid sydvästra spetsen är ganska stora. Glest fördelade populationer i kontinentens centrum är däremot rätt små. Pungräven hittas även på Tasmanien och på några mindre öar i regionen. Pungräven tillhör ett fåtal pungdjur som klarar sig bra i landskap som förändras av människor. Liksom tvättbjörnar i Nordamerika betraktas de ibland som plåga. Arten blev införd på Nya Zeeland och räknas där som skadedjur som dödar många individer av den inhemska fågelfaunan, till exempel kivier som saknar flygförmåga. Pungräven kan även bära på farliga sjukdomar som tuberkulos för nötkreatur Mycobacterium bovis.

## Utseende
Kroppslängden (huvud och bål) varierar mellan 32 och 58 cm och svanslängden mellan 24 och 40 cm. Vikten hos honor är 1,5 till 3,5 kg och hos hanar 2,0 till 4,5 kg. Pungräven har en ullig päls som kan variera mycket i färgen. Ovansidan kan vara silvergrå, brun, rödaktig eller svart. Buken är allmänt ljusare och svansen har en brun till svart färg. Svansen är bra täckt med hår med undantag av spetsens undersida som är naken. Den används som gripverktyg.

## Ekologi
Pungräven är nattaktiv och ensamlevande men reviren överlappas och vid bra tillgång till föda förekommer många individer i samma region. Territoriet markeras med vätska från körtlarna som ligger vid buken och vid djurets anus. Individerna sover på dagen i självbyggda bon eller i andra gömställen som kaninbon, skjul eller på vinden av större byggnader. Pungräven vistas vanligen i träd men förekommer även på marken när träd saknas. Den äter blad, blommor, frukter, insekter, fågelägg och fågelungar. Under natten hörs ofta hannens höga läte när den försvarar sitt revir. Dessutom har de flera andra ljud för kommunikationen.

### Fortplantning
Honor kan para sig hela året men i vissa regioner sker fortplantningen bara under våren eller hösten, alltså mellan september och november respektive mellan mars och maj på södra halvklotet. Dräktighetstiden är bara 16 till 18 dagar. Honan får bara en unge i taget. Fostret är vid födelsen bara 15 mm lång och väger endast 2 gram. I den väl utvecklade pungen (marsupium) som har öppningen framåt finns två spenar. Tiden som ungen lever i pungen är 4–5 månader. Sedan stannar ungen några veckor i boet eller följer med på moderns rygg. Honor blir könsmogna efter ett år och hanar efter två år. Vilda pungrävar kan bli 13 år gamla.

## Pungräven och människan

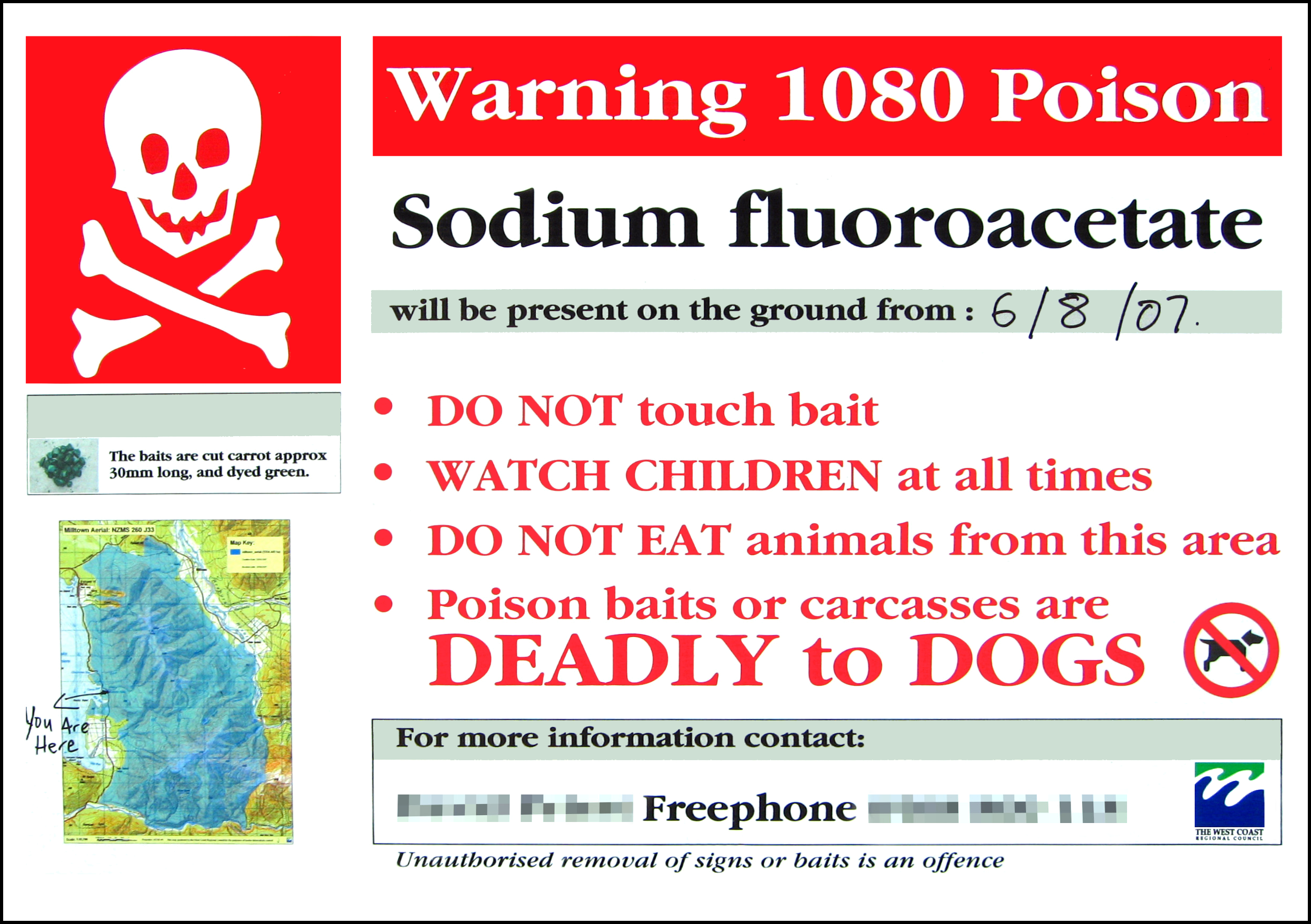
Varning för gift mot pungrävar på Nya Zeeland.

Djurets päls var omkring 1900 mycket omtyckt, till exempel exporterade Australien 1906 fyra miljoner pälsar. För pälsens skull infördes arten mellan 1858 och 1920 till Nya Zeeland. Där fanns inga naturliga fiender, och populationen uppskattas idag till 70 miljoner individer. Numera pågår projekt för beståndets kontroll eller decimering, vanligen med hjälp av fällor eller gift (bland annat natriumfluoracetat). Populationens minskning går inte lika fort som påtänkt.